# Lista statelor cu recunoaștere limitată
     Fără recunoaștere internațională
     Recunoaștere limitată
     Recunoaștere de către majoritatea statelor
     Teritorii ale căror statut este disputat; au un guvern, ce este recunoscut de cel puțin câteva zeci de țări

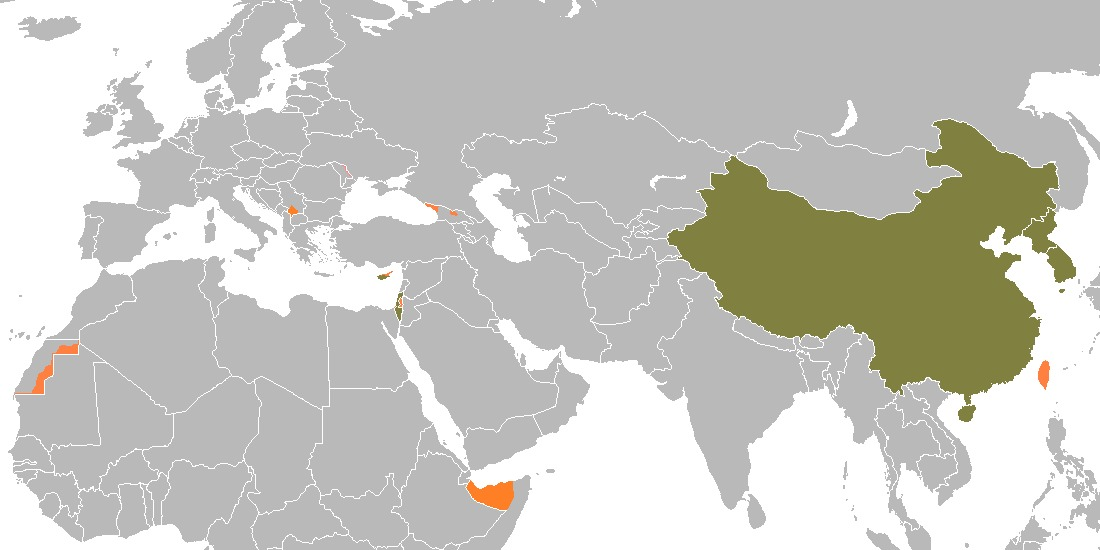
Fără recunoaștere internațională
Recunoaștere limitată
Recunoaștere de către majoritatea statelor
Teritorii ale căror statut este disputat; au un guvern, ce este recunoscut de cel puțin câteva zeci de țări

Lista statelor cu recunoaștere limitată oferă o prezentare generală asupra entităților geopolitice contemporane, ce tind să fie recunoscute ca state suverane sub legea internațională (având în vedere principiile Convenției de la Montevideo), care, cu toate acestea, nu beneficiază de recunoaștere diplomatică globală completă.
Acestea se împart în două categorii. În primul rând, sunt entitățile care dețin control complet sau parțial asupra teritoriilor sale revendicate și sunt de facto auto-guvernatoare, cu dorința de a obține independență totală; în al doilea rând, sunt entitățile ce nu au control asupra teritoriului revendicat, dar au fost recunoscute ca având drept de jure asupra teritoriului respectiv de cel puțin o altă națiune general recunoscută. Unele țări din această listă, precum Cipru și Armenia, sunt recunoscute de marea majoritate a națiunilor și sunt membre a Națiunilor Unite, dar apar aici din cauza unui număr mic de state care rețin recunoașterea acestora.
Sunt, în total, 193 state membre a Națiunilor Unite. Sfântul Scaun este recunoscut ca suveran în legea internațională, dar nu este membru pe deplin al Organizației. Statul Palestina este de asemenea un membru observator al ONU.

## Entități geopolitice din prezent după nivelul de recunoaștere

### Fără recunoaștere din partea niciunui stat membru ONU
| Nume                 | Statut | Țări care revendică                                                 | Referințe   |
| -------------------- | --- | ------------------------------------------------------------------- | ----------- |
| Republica Somaliland | Regatul Unit a acordat independența lui Somaliland în 1960 după decolonizarea Somaliei Britanice și fuzionarea cu Somalia Italiană câteva zile mai târziu, pentru a forma Somalia. Republica Somaliland și-a declarat independența și s-a retras din Somalia în 1991. | Somalia revendică Somaliland ca parte a teritoriului său suveran.   | [ 2 ]       |
| Transnistria         | Republica Moldovenească Nistreană (cunoscută ca Transnistria) și-a declarat independența în 1990. Ea este recunoscută de trei state care nu sunt membre ONU: Abhazia și Osetia de Sud.                                                                                | Moldova revendică Transnistria ca parte a teritoriului său suveran. | [ 3 ] [ 4 ] |

### Recunoscute de cel puțin un membru ONU
| Nume                               | Statut | Revendicări | Note                                             |
| ---------------------------------- | --- | --- | ------------------------------------------------ |
| Abhazia                            | Abhazia și-a declarat independența în 1999. La momentul actual ea este recunoscută de 5 state membre ONU (Rusia, Nicaragua, Venezuela, Nauru și Tuvalu) și 3 state care nu sunt membre ONU (Osetia de Sud și Transnistria). | Georgia revendică Abhazia ca parte a teritoriului său suveran. | [ 14 ] [ 15 ] [ 16 ] [ 17 ]                      |
| Republica Chineză (Taiwan)         | Atât Republica Populară Chineză (RPC), cât și Republica Chineză (RC; cunoscută popular ca „Taiwan”) suportă politica unei singure China, susținând că aceasta este de jure o singură entitate suverană care cuprinde și teritoriul controlat curent de RPC, și teritoriul controlat curent de RC. Republica Chineză este considerată ca singurul guvern legitim al Chinei de 123 membrii ONU, printre care și Sfântul Scaun, un stat observator al ONU.[B] Conform Rezoluției 2758 a Consiliului de Securitate ONU, RPC este singurul guvern legitim al Chinei, o poziție susținută de restul statelor ONU. Multe state au relații oficiale cu RC. | Republica Populară Chineză declară că este succesorul fostei Republici China și revendică tot teritoriul sub jurisdicția Republicii Chineze ca parte a teritoriului său suveran. | [ 18 ]                                           |
| Kosovo                             | Kosovo și-a declarat independența în 2008. Independența lui este recunoscută de 110 state membre ONU și de Republica Chineză.[A] Toate celelalte națiuni o consideră ca aprținând de jure Serbiei. Rezoluția 1244 a Consiliului de Securitate ONU „[reafirmă] dedicația tuturor statelor membre către suveranitatea și integritatea teritorială a Republicii Federale Iugoslavia”, pentru care Serbia este statul succesor. | Serbia revendică Kosovo ca parte a teritoriului său suveran. | [ 19 ] [ 20 ]                                    |
| Republica Turcă a Ciprului de Nord | Independența Ciprului de Nord este recunoscută de doar un membru ONU: Turcia. Toate celelalte state îl consideră ca aparținând de jure Ciprului. Organizația Conferinței Islamice a oferit acestuia statut de observator. | Cipru revendică Ciprul de Nord ca parte a teritoriului său suveran. | [ 21 ]                                           |
| Statul Palestina                   | Statul Palestina este recunoscut de 96 state membre ONU, de Sfântul Scaun, de Liga Arabă și de Organizația Conferinței Islamice, după Declarația de Independență a Palestinei. Misiunile palestiniene au statut diplomatic sau special în alte 12 țări din ONU și în Uniunea Europeană. Israel nu recunoaște Statul Palestina, iar ONU recunoaște Palestina ca o entitate ce nu îi este membră, cu statut de observator. Autoritatea Națională Palestiniană, în control parțial asupra Cisiordaniei și Fâșiei Gaza (precum prevăzut în acordul de la Oslo), nu a separat unilateral niciun teritoriu de Israel până acum, suspendând negocierile cu guvernul israelian. Administrarea și controlul asupra teritoriului este disputat din 2007 între două organizații politice palestiniene: Fatah și Hamas, cu Fatah având control efectiv a ramurei executive și a Cisordaniei, iar Hamas cu drept majoritar în ramura legislativă și control efectiv a Fâșiei Gaza. | Israel nu recunoaște Statul Palestina și la momentul actual controlează teritoriul revendicat de Palestina. Toate guvernele israeliene începând din 1992 au fost de acord cu crearea unui stat palestinian în Cisiordania și Fâșia Gaza cu schimburile de teritorii stabilite de un acord comun. | [ 37 ] [ 38 ] [ 39 ] [ 40 ] [ 41 ] [ 42 ] [ 43 ] |
| Republica Arabă Democrată Saharawi | Sahara Occidentală este asaltată de mai multe revendicări: Maroc revendică teritoriul în totalitatea sa și ocupă mare parte din acesta, pe când Republica Arabă Democrată Saharawi controlează doar Zona Liberă, dar afirmă suveranitate de drept asupra întregului teritoriu. Independența Saharei Occidentale sub suveranitatea RADS este recunoscută de 50 state membre ONU și de Uniunea Africană. Ea este considerată ca fiind parte de jure din Maroc de 25 state ONU și de Liga Arabă. Toate celelalte nu socotesc niciuna din cele două cu autoritate de jure asupra teritoriului; a fost listat în lista Națiunilor Unite a teritoriilor non-auto-guvernatoare din 1960, când a fost adăugată Saharei Spaniole. | Maroc revendică Sahara Occidentală ca parte a teritoriului său suveran. | [ 44 ]                                           |
| Osetia de Sud                      | Osetia de Sud și-a declarat independența în 1991. La momentul actual ea este recunoscută de 5 membre ONU (Rusia, Nicaragua, Venezuela, Nauru și Tuvalu) și 3 state care nu sunt membre ONU (Abhazia și Transnistria). | Georgia revendică Osetia de Sud ca parte a teritoriului său suveran. | [ 15 ] [ 16 ] [ 46 ]                             |

### State membre ONU, nerecunoscute de un număr limitat de state
| Nume                       | Statut | Revendicări | Note                               |
| -------------------------- | --- | --- | ---------------------------------- |
| Armenia                    | Armenia, independentă din 1991, la momentul actual nu este recunoscută de un membru ONU, Pakistan, deoarece Pakistan o susține pe Azerbaidjan în conflictul ce vizează Arțahul. | — | [ 47 ] [ 48 ]                      |
| Republica Populară Chineză | Republica Populară Chineză (RPC), proclamată în 1949, este cel mai nerecunoscut stat a celor două guverne a „Chinei”, celălalt fiind Republica Chineză (RC). RPC nu acceptă relații diplomatice cu statele care au recunoscut RC ca stat (122 membri ONU și Sfântul Scaun). Cele mai multe dintre aceste state nu recunosc oficial Republica Populară Chineză ca stat, deși unele state au stabilit relații cu RP precizând în același timp că nu intenționează să se oprească recunoașterea RPC (Kiribati, Nauru). Unele state care recunosc în prezent doar Republica Populară Chineză au încercat în trecut recunoașterea simultană și crearea relațiilor cu RC și RPC (Liberia, Vanuatu). În conformitate cu Rezoluția 2758 a Adunării Generale a Organizației Națiunilor Unite, RPC este singurul reprezentant legitim al Chinei la Organizația Națiunilor Unite. | Republica Chineză este considerat guvernul juridic unic peste toată China sub Constituția Republicii Chineze. | [ 54 ]                             |
| Cipru                      | Cipru, independent din 1960, nu este recunoscut de Turcia și Ciprul de Nord. Turcia și Republica Turcă a Ciprului de Nord fac referire la acesta cu numele „Güney Kıbrıs Rum Kesimi” (Partea Grecească a Ciprului de Sud). | Ciprul de Nord revendică o parte a insulei Cipru. | [ 55 ] [ 56 ] [ 57 ] [ 58 ]        |
| Israel                     | Israel, fondat în 1948, nu este recunoscut de 32 membri ONU (vezi Conflictul arabo-israelian). El este recunoscut de Organizația pentru Eliberarea Palestinei (OPL), care a fost recunoscut de către Israel în 1993 ca unicul reprezentant legitim al poporului palestinian. | Palestina, reprezentată de către Organizația pentru Eliberarea Palestinei, care a fost de acord cu Israelul, în principiu, ca ar trebui să fie stabilit un stat palestinian în cadrul Fâșiei Gaza și Cisiordaniei, care sunt în prezent partial, sub control israelian. | [ 59 ] [ 60 ] [ 61 ] [ 62 ] [ 63 ] |
| Coreea de Nord             | Republica Populară Democratică Coreeană, independentă din 1948, nu este recunoscută de două state membre ONU Japonia și Coreea de Sud. | Coreea de Sud pretinde a fi singurul guvern legitim al Coreei. | [ 65 ] [ 66 ] [ 67 ]               |
| Coreea de Sud              | Republica Coreea, independentă din 1948, nu este recunoscută de un stat membru ONU, Coreea de Nord. | Coreea de Nord pretinde a fi singurul guvern legitim al Coreei. | [ 68 ] [ 69 ]                      |